# Она с метлой, он в чёрной шляпе
«Она с метлой, он в чёрной шляпе» — музыкальный фильм-сказка 1987 года режиссёра Виталия Макарова по сценарию Нины Фоминой. Фильм снят Третьим творческим объединением Центральной киностудии детских и юношеских фильмов им. М. Горького летом 1987 года. В широкий прокат картина вышла 9 декабря 1987 года. Фильм был снят и демострировался в формате 3D.

## Сюжет
Неудачник писатель-сказочник Афанасий Зяблик не может написать ни одной целой сказки. Всё, на что его хватает, — придумать им одни лишь названия. Сквозняком листы с названиями сказок разлетаются, и страница с названием «Куплю волшебную лампу» оказывается в настоящей сказке в руках у дочери Бабы Яги. Взяв с собой ту самую волшебную лампу, которой очень хотел завладеть сын Кощея Бессмертного, дочь Бабы Яги оказывается в современном доме, где живёт в квартире Зябликов, и влюбляется в их соседа — молодого врача Алексея.

## В ролях
- Мария Селянская (Евстигнеева) — дочка Бабы Яги
- Александр Фриш — молодой Кощей
- Михаил Светин — Афанасий Зяблик, писатель-сказочник
- Нина Русланова — Василиса, жена писателя-сказочника
- Андрей Соколов — Алексей Орлов, молодой врач
- Михаил Кононов — Волшебник
- Алёша Островский — Юра, брат Алексея Орлова
- Владимир Пресняков — Игорь
- Евгений Евстигнеев — Ворон (озвучивание)
- Ольга Хачапуридзе — эпизод

Для Андрея Соколова это был первый фильм в карьере. На съёмки он попал случайно: приехал со знакомой актрисой на студию и, пока ждал её, стал прогуливаться. Заметивший Соколова режиссёр Виталий Макаров предложил ему сняться в фильме.

## Песни исполняют
- Алексей Глызин
- Владимир Пресняков
- Оксана Шабина
- Николай Носков

## Съёмочная группа
- Автор сценария: Нина Фомина
- Режиссёр-постановщик: Виталий Макаров
- Оператор-постановщик: Сергей Журбицкий
- Художник-постановщик: Анатолий Анфилов
- Композитор: Александр Зацепин
- Текст песен: Илья Резник
- Звукооператор Юрий Дмитриев
- Директор: Михаил Капустин

## Песни из фильма
- Песня нечистой силы («Когда чернеет лес и в небе одна царит холодная колдунья-луна…»)
- Песня молодого Кощея («Всё будет так, как я хочу…»)
- «Джинн» (А. Зацепин — Л. Дербенёв) — Владимир Пресняков-младший[4]
- Песня дочери Бабы Яги («Всё трын-трава…»)
- «Всё невозможное возможно»
- Песня дочери Бабы Яги («Оглянись, постой, мой милый…»)
- «Мы так упрямы бываем»
- «Распутица» («Чёрный ворон в небе…»)
- «Мир начинается с надежды»